# Col de la Chaumoune
Der Col de la Chaumoune ist ein 1155 Meter hoher französischer Gebirgspass im Zentralmassiv. Er befindet sich in der Region Auvergne-Rhône-Alpes im Département Puy-de-Dôme und verbindet über die D26 die Gemeinde Compains im Norden mit Espinchal im Süden.

## Streckenführung
Aus nördlicher Richtung beginnt die D26 bereits bei Issoire zu steigen und führt bei geringen Steigungsprozenten von rund 2 % über Saurier und Valbeleix nach Compains, wo der eigentliche Anstieg beginnt. Auf den letzten vier Kilometern liegt die durchschnittliche Steigung bei 4 %, wobei die höchsten Steigungsprozente kurz nach der Ausfahrt von Compains erreicht werden.
Die Südauffahrt beginnt in Espinchal und weist auf einer Länge von vier Kilometern einen Steigungsschnitt von 2,9 % auf. Die D26 verläuft dabei großteils auf geraden Straßen.
Alternativ kann die Passhöhe auch über die D30 erreicht werden, die ihren Ausgangspunkt in Égliseneuve-d’Entraigues hat.

## Radsport
Die Tour de France führte in den Jahren 1978 (13. Etappe) und 1983 (14. Etappe) über die Passhöhe des Col de la Chaumoune. Beide Male wurde die Südauffahrt von Espinchal absolviert, wobei auf der Passhöhe keine Bergwertung abgenommen wurde.
Im Jahr 2023 soll auf der 10. Etappe erstmals die Nordauffahrt absolviert werden. Neuerlich wird auf der Passhöhe keine Bergwertung abgenommen, ehe die Etappe weiter nach Issoire führt.